# Liste des noms latins des villes européennes
Cet article donne une liste de villes d'Europe ayant fait partie de l'Empire romain ou dont le nom latin apparaît dans des documents historiques. L'utilisation religieuse et administrative de la langue latine ayant perduré longtemps après la fin de l'Empire, de nombreuses cités se sont donné un nom latin, même lorsqu'elles ont été créées plus récemment et même en dehors de l'ancien limes. De même, la tradition de se donner une devise en latin a contribué à ce que des villes se donnent un nom dans cette langue.

## Allemagne
| Nom latin                                                                                     | Nom français                       |
| --------------------------------------------------------------------------------------------- | ---------------------------------- |
| Colonia Claudia Ara Agrippinensium                                                            | Cologne                            |
| Aqua Villae                                                                                   | Badenweiler                        |
| Aquisgrana, Aquis Granum, Aquae GranNi, Aquensis urbs, Granis aquae                           | Aix-la-Chapelle                    |
| Arae Flaviae                                                                                  | Rottweil                           |
| Assindria                                                                                     | Essen                              |
| Augusta Vindelicorum                                                                          | Augsbourg                          |
| Aurelia Aquensi                                                                               | Baden-Baden                        |
| Badena civitas                                                                                | Baden                              |
| Batavis, Castra Batavorum, Castra Batava                                                      | Passau                             |
| Berolinum                                                                                     | Berlin                             |
| Bonna                                                                                         | Bonn                               |
| Borbetomagus, Vormatia, Augusta Vangionum                                                     | Worms                              |
| Brema                                                                                         | Brème                              |
| Brunsvicum                                                                                    | Brunswick                          |
| Budissina                                                                                     | Budisse                            |
| Cambodunum                                                                                    | Kempten                            |
| Castra Regina, Ratisbona                                                                      | Ratisbonne                         |
| Castrum Novaesium                                                                             | Neuss                              |
| Chemnitium, Chemnicium                                                                        | Chemnitz                           |
| Cignavia, Cignea, Cygnea, Cynavia                                                             | Zwickau                            |
| Clivia                                                                                        | Clèves                             |
| Colonia Agrippina, Colonia Agrippinensis                                                      | Cologne                            |
| Colonia Ulpia Traiana, Vetera                                                                 | Xanten                             |
| (Castellum apud) Confluentes                                                                  | Coblence                           |
| Constantia                                                                                    | Constance                          |
| Cruciniacum                                                                                   | Bad Kreuznach                      |
| Dispargum                                                                                     | Duisbourg                          |
| Dresda                                                                                        | Dresde                             |
| Emetha, Amuthon, Embda, Emda, Embden                                                          | Emden                              |
| Erfordia, Erphesfurt                                                                          | Erfurt                             |
| Esilinga, Ezelinga, Ezzilinga                                                                 | Esslingen                          |
| Francofortum ad Moenum                                                                        | Francfort-sur-le-Main              |
| Friburgum Brisgoviae                                                                          | Fribourg-en-Brisgau                |
| Goettinga                                                                                     | Göttingen                          |
| Goslaria                                                                                      | Goslar                             |
| Hale Suevice                                                                                  | Schwäbisch Hall - Hall in Schwaben |
| Hamburgum, Hamburgium, Hammonia                                                               | Hambourg                           |
| Hannovera                                                                                     | Hanovre                            |
| Herbipolis                                                                                    | Wurtzbourg                         |
| Hildanus                                                                                      | Hilden                             |
| Iuliacum                                                                                      | Juliers                            |
| Lauriacum                                                                                     | Lorch                              |
| Lavinga                                                                                       | Lauenburg                          |
| Lindaugia, Lindavia                                                                           | Lindau                             |
| Lipsia                                                                                        | Leipzig                            |
| Locoritum                                                                                     | Lohr                               |
| Lubica (GOL: Lubicana, Lubeca, Lubecum, Lubacovia, Lybichi)                                   | Lübeck                             |
| Magdeburgum                                                                                   | Magdebourg                         |
| Manhemium                                                                                     | Mannheim                           |
| Misnia (GOL: Misnensis marchia)                                                               | Meissen                            |
| Moguncia, Moguntia, Moguntiacum, Mogontiacum                                                  | Mayence                            |
| Monachium, Monacum                                                                            | Munich                             |
| Monasterium in Eifel                                                                          | Bad Münstereifel                   |
| Monasterium Westphaliae                                                                       | Münster                            |
| Norimberga                                                                                    | Nuremberg                          |
| Novaesium, Novensium                                                                          | Neuss                              |
| Noviomagus Nemetum (GOL: Augusta Nemetum, Nemetis, Nemodona, Spira, Spiratia, Sphira, Spyrea) | Spire                              |
| Noviomagus Trevirorum (NLU; GOL: Augusta Trevirorum, Treviris, Treberis)                      | Trèves                             |
| Patavia, Castra Batava                                                                        | Passau                             |
| Ratisbona, Radaspona                                                                          | Ratisbonne                         |
| Rigomagus                                                                                     | Remagen                            |
| Stutgardia, Stuogardia                                                                        | Stuttgart                          |
| Tremonia                                                                                      | Dortmund                           |
| Tubinga                                                                                       | Tübingen                           |
| Tulpiacum, Tolbiacum                                                                          | Zülpich                            |
| Vetera, Colonia Ulpia Traiana                                                                 | Xanten                             |
| Wormatia                                                                                      | Worms                              |

## Autriche
| Nom latin                    | Nom français                               |
| ---------------------------- | ------------------------------------------ |
| Brigantium, Brigantia        | Brégence                                   |
| Carnuntum                    | Bad Deutsch-Altenburg - Petronell          |
| Clagenfurtum                 | Klagenfurt - Celovec                       |
| Iuenna                       | Jaunstein - Podjuna                        |
| Iuvavum                      | Salzbourg                                  |
| Lentia                       | Linz                                       |
| Noreia                       | Neumarkt in Steiermark                     |
| Oenipons                     | Innsbruck                                  |
| Ovilava                      | Wels                                       |
| Salisburgium, Iuvavia        | Salzbourg                                  |
| Veldidena                    | Wilten                                     |
| Vindobona, Vienna (Austriae) | Vienne                                     |
| Virunum                      | Maria Saal - Maria in Solio, (Gospa Sveta) |

## Belgique
| Nom latin           | Nom français     |
| ------------------- | ---------------- |
| Aldenarda           | Audenarde        |
| Alostum             | Alost            |
| Anderlacum          | Anderlecht       |
| Arvia               | Herve            |
| Atuatuca Tungrorum  | Tongres          |
| Brugae              | Bruges           |
| Bruxella, Bruxellae | Bruxelles        |
| cARNOTUS            | Charleroi        |
| Cortracum           | Courtrai         |
| Damma, Dammum       | Damme            |
| Furna               | Furnes           |
| Gandavum            | Gand             |
| Leodium             | Liège            |
| LUTOSA              | Leuze-en-Hainaut |
| Namurcum            | Namur            |
| Teneramonda         | Termonde         |
| Tornacum            | Tournai          |

## Danemark
| Nom latin       | Nom français |
| --------------- | ------------ |
| Hafnia, Hauniae | Copenhague   |

## Espagne
| Nom latin                              | Nom français      |
| -------------------------------------- | ----------------- |
| Asopus                                 | Aspe              |
| Asturica Augusta                       | Astorga           |
| Iulia Augusta Faventia Paterna Barcino | Barcelone         |
| Colonia Norba Caesarina                | Cáceres           |
| Augusta Urbs Gaditana                  | Cadix             |
| Julióbriga                             | Campoo de Enmedio |
| Carthago Nova                          | Carthagène        |
| Corduba Colonia Patricia               | Cordoue           |
| Colonia Iulia Augusta Emerita          | Mérida            |
| Caesar Augusta                         | Saragosse         |
| Hispalis                               | Séville           |
| Baelo Claudia                          | Tarifa            |
| Colonia Iulia Urbs Triumphalis Tarraco | Tarragone         |
| Valentia Edetanorum                    | Valence           |

## Estonie
| Nom latin | Nom français |
| --------- | ------------ |
| Revalia   | Tallinn      |
| Tharbata  | Tartu        |

## Finlande
| Nom latin                    | Nom français                      |
| ---------------------------- | --------------------------------- |
| Aboa                         | Turku (Åbo)                       |
| Arctopolis                   | Pori (Björneborg)                 |
| Arx Savonum                  | Savonlinna (Nyslott)              |
| Arx Tavastiae, Tavasteburgum | Hämeenlinna (Tavastehus)          |
| Borgoa                       | Porvoo (Borgå)                    |
| Brahestadium                 | Raahe (Brahestad)                 |
| Cajaneburgum                 | Kajaani (Kajana)                  |
| Carolina Vetus               | Kokkola (Karleby)                 |
| Christinea                   | Kristinestad (Kristiinankaupunki) |
| Fredericia                   | Hamina (Fredrikshamn)             |
| Helsinkium                   | Helsinki (Helsingfors)            |
| Michaelia                    | Mikkeli (St. Michel)              |
| Neo-Carolina                 | Nykarleby (Uusikaarlepyy)         |
| Neostadium                   | Uusikaupunki (Nystad)             |
| Ostia Carelorum              | Joensuu                           |
| Portus Mariae                | Mariehamn (Maarianhamina)         |
| Raumoa                       | Rauma (Raumo)                     |
| Sala                         | Salo                              |
| Tammerforsia                 | Tampere (Tammerfors)              |
| Tornea                       | Tornio (Torneå)                   |
| Uloa                         | Oulu (Uleåborg)                   |
| Vallis Gratiae               | Naantali (Nådendal)               |
| Vasa                         | Vaasa (Vasa)                      |

## France
| Nom latin                                                                                                  | Nom français                              |
| --- | ----------------------------------------- |
| Alba Helviorum                                                                                             | Alba-la-Romaine (Ardèche)                 |
| Juliomagus, Juliomagus Andium, Andegavum                                                                   | Angers (Maine-et-Loire)                   |
| Aquae Sextiae                                                                                              | Aix-en-Provence                           |
| Aquae Tarbellicae                                                                                          | Dax                                       |
| Arausio | Orange                                    |
| Arelate | Arles                                     |
| Argentoratum, Augusta Argentorate, Argentoria, Argentinensis                                               | Strasbourg                                |
| Arpajonum, Arpajoni castrum, Arpacona                                                                      | Arpajon                                   |
| S. Audoeni fanum, villa od. domus                                                                          | Saint-Ouen                                |
| Augusta Suessionum                                                                                         | Soissons                                  |
| Augusta Viromanduorum                                                                                      | Saint-Quentin                             |
| Augustodunum                                                                                               | Autun                                     |
| Augustodurum, Bajocae, Bajocassium civitas                                                                 | Bayeux                                    |
| Augustomagus                                                                                               | Senlis                                    |
| Aureliani                                                                                                  | Orléans                                   |
| Autessiodurum                                                                                              | Auxerre                                   |
| Autricum                                                                                                   | Chartres                                  |
| Avenio | Avignon                                   |
| Bagacum Nerviorum                                                                                          | Bavay (Nord)                              |
| Belna | Beaune                                    |
| Brestum, Brestia, Brivates Portis                                                                          | Brest                                     |
| Brigantio                                                                                                  | Briançon                                  |
| Burdigala                                                                                                  | Bordeaux                                  |
| Caesarodunum, Turoni, Metropolis civitas Turonum, Turonorum, Augusta Turonum, T(h)oronus, Turonica civitas | Tours                                     |
| Caesaromagus                                                                                               | Beauvais                                  |
| Camaracum                                                                                                  | Cambrai                                   |
| Castrum Caninum                                                                                            | Château-Chinon                            |
| Castrum Vernonense                                                                                         | Vernon                                    |
| Catalaunum, Catelaunorum                                                                                   | Châlons-sur-Marne                         |
| Condevincum                                                                                                | Nantes                                    |
| Condevincum Redonum                                                                                        | Rennes                                    |
| Corensi | Corancy (Nièvre)                          |
| Crisenaria                                                                                                 | Cressy                                    |
| Cularo (jusque 381)                                                                                        | Grenoble                                  |
| Damovilla                                                                                                  | Damville (Eure)                           |
| Darioritum                                                                                                 | Vannes                                    |
| Decetia | Decize (Nièvre)                           |
| Dinia, Diniensium civitas                                                                                  | Digne-les-Bains (Alpes-de-Haute-Provence) |
| Divio | Dijon                                     |
| Divodurum                                                                                                  | Metz                                      |
| Divona | Cahors                                    |
| Durocortorum                                                                                               | Reims                                     |
| Flavia (GOL: Flaviacum)                                                                                    | Saint-Germer-de-Fly (Oise)                |
| Flaviniacum (GOL: Flaviacum)                                                                               | Flavigny-sur-Ozerain (Côte-d'Or)          |
| Forum Julii                                                                                                | Fréjus, Var                               |
| Gesoriacum, Bononia                                                                                        | Boulogne-sur-Mer                          |
| Glanum | Saint-Rémy-de-Provence (Bouches-du-Rhône) |
| Gratianopolis (à partir de 381)                                                                            | Grenoble                                  |
| Lugdunum                                                                                                   | Lyon                                      |
| Lugdunum Clavatum, Laudunum, Laudunensis                                                                   | Laon                                      |
| Lugdunum Convenarum                                                                                        | Saint-Bertrand-de-Comminges               |
| Lutetia | Paris                                     |
| Massilia                                                                                                   | Marseille                                 |
| Medicinum                                                                                                  | Mézin (Lot-et-Garonne)                    |
| Mediolanum Aulercorum                                                                                      | Évreux                                    |
| Mediolanum Santonum                                                                                        | Saintes                                   |
| Narbo Martius, Narbonensis                                                                                 | Narbonne                                  |
| Nemausus                                                                                                   | Nîmes                                     |
| Nemetacum Atrebatum                                                                                        | Arras                                     |
| Nicaea, Nicia, Masea                                                                                       | Nice                                      |
| Noviodunum                                                                                                 | Jublains (Mayenne)                        |
| Noviodunum Biturigum                                                                                       | Neung-sur-Beuvron (Loir-et-Cher)          |
| Noviomagus Lexoviorum (GOL: Lexovium)                                                                      | Lisieux (Calvados)                        |
| Noviomagus Veromanduorum (GOL: Noviomium, Noviomense palatium, Noviomum, Novionum)                         | Noyon (Oise)                              |
| Novio Rito (GOL: Niortum, Novirogus, Nyrax)                                                                | Niort                                     |
| Ramboletium                                                                                                | Rambouillet                               |
| Ratiatum                                                                                                   | Rezé (Loire-Atlantique)                   |
| Rotomagus                                                                                                  | Rouen                                     |
| Samarobriva                                                                                                | Amiens                                    |
| Spinetum, Spinogelum, Spinoilum, Espinolum                                                                 | Épinay-sur-Orge (Essonne)                 |
| Tolosa | Toulouse                                  |
| Vesontio                                                                                                   | Besançon                                  |
| Vienna Allobrogum                                                                                          | Vienne, Isère                             |
| Viennavicus                                                                                                | Vienne-en-Val (Loiret)                    |
| Vierium | Vihiers (Maine-et-Loire)                  |
| Vorgium | Carhaix-Plouguer (Finistère)              |

## Hongrie
| Nom latin                                             | Nom français          |
| ----------------------------------------------------- | --------------------- |
| Ad Flexum                                             | Mosonmagyaróvár       |
| Agria                                                 | Eger                  |
| Alba Regia                                            | Székesfehérvár        |
| Alisca                                                | Szekszárd             |
| Altinum                                               | Kölked                |
| Annamatia                                             | Baracs                |
| Aquincum                                              | Budapest (Óbuda)      |
| Arrabona                                              | Győr                  |
| Brigetio                                              | Komárom - Szöny       |
| Budapestum, Budapestinum, Buda Vetus (Latin médiéval) | Budapest              |
| Caesariana                                            | Baláca                |
| Campona                                               | Budapest (Nagytétény) |
| Cirpi                                                 | Dunabogdány           |
| Contra-Aquincum                                       | Budapest (Pest)       |
| Contra Constantiam                                    | Dunakeszi             |
| Gorsium, Herculia                                     | Tác                   |
| Intercisa                                             | Dunaújváros           |
| Lussonium                                             | Dunakömlőd (de)       |
| Matrica                                               | Százhalombatta        |
| Mursella                                              | Mórichida             |
| Partiscum                                             | Szeged                |
| Quadrata                                              | Lébény                |
| Sala                                                  | Zalalövő              |
| Savaria                                               | Szombathely           |
| Scarbantia                                            | Sopron                |
| Solva                                                 | Esztergom             |
| Strigonium (Latin médiéval)                           | Esztergom             |
| Sopianae                                              | Pécs                  |
| Tricciana                                             | Ságvár                |
| Valcum                                                | Fenékpuszta (hu)      |
| Vetus Salina                                          | Adony                 |
| Ulcisia Castra                                        | Szentendre            |

## Lettonie
| Nom latin        | Nom français |
| ---------------- | ------------ |
| Rugensis civitas | Riga         |

## Malte
| Nom latin          | Nom français |
| ------------------ | ------------ |
| Civitas Victoriosa | Rabat        |
| Melita, Notabilis  | Mdina        |

## Monaco
| Nom latin                                         | Nom français |
| ------------------------------------------------- | ------------ |
| Monaecum (GOL: Monoecum, Portus Herculis Monoeci) | Monaco       |

## Norvège
| Nom latin  | Nom français |
| ---------- | ------------ |
| Osloensis  | Oslo         |
| Bergensis  | Bergen       |
| Hamarensis | Hamar        |

## Pays-Bas
| Nom latin                                                                        | Nom français                           |
| -------------------------------------------------------------------------------- | -------------------------------------- |
| Ad Duodecimum                                                                    | lieu inconnu                           |
| Albaniana                                                                        | Alphen-sur-le-Rhin                     |
| Amivadum                                                                         | Amersfoort                             |
| Amstelodamum                                                                     | Amsterdam                              |
| Arenacum                                                                         | Arnhem                                 |
| Blariacum                                                                        | Blerick                                |
| Carvium                                                                          | Herwen-De Bijland                      |
| Carvo                                                                            | Kesteren                               |
| Caspingio                                                                        | lieu inconnu                           |
| Castra Herculis                                                                  | Arnhem-Meinerswijk                     |
| Ceuclum                                                                          | Cuijk                                  |
| Coriovallum                                                                      | Heerlen                                |
| Daventria                                                                        | Deventer                               |
| Eindovia                                                                         | Eindhoven                              |
| Elenio                                                                           | Naaldwijk                              |
| Fectio                                                                           | Vechten                                |
| Flevum                                                                           | Velsen                                 |
| Forum Hadriani                                                                   | Voorburg                               |
| Ganuenta                                                                         | Colijnsplaat                           |
| Grinnes                                                                          | Rossum                                 |
| Horgana                                                                          | Hargen (en)                            |
| Laurium, Laurum                                                                  | Woerden                                |
| Lefevanum                                                                        | Wijk bij Duurstede                     |
| Lugdunum, Lugdunum Batavorum                                                     | Katwijk, Brittenburg, Leyde            |
| Matilo                                                                           | Leyde-Roomburg                         |
| Mariaucum                                                                        | Maurik                                 |
| Mosae Traiectum                                                                  | Maastricht                             |
| Municipium Aelium Cananefatum                                                    | Voorburg (MAC)                         |
| Nigrum Pullum                                                                    | Zwammerdam                             |
| Praetorium Agrippina                                                             | Fauquemont                             |
| Sablones                                                                         | Venlo                                  |
| Silva Ducis                                                                      | Bois-le-Duc                            |
| Tablis                                                                           | lieu inconnu                           |
| Traiectum                                                                        | Utrecht                                |
| Traiectum ad Mosam                                                               | Maastricht                             |
| Ulpia Noviomagus Batavorum (HLU; GOL: Batavodurum, Niumagum, Niwimagum, Neumaia) | Katwijk - Neumagen - Nimwegan, Gueldre |
| Venlonum                                                                         | Venlo                                  |
| Vienna (Nederlandia), Vigenna                                                    | Vianen                                 |
| Vadae                                                                            | Wageningue                             |

## Pologne
| Nom latin                                                      | Nom français                |
| -------------------------------------------------------------- | --------------------------- |
| Bidgostia                                                      | Bydgoszcz                   |
| Bilici-Biala, Bielici-Biala                                    | Bielsko-Biala               |
| Calisia                                                        | Kalisz                      |
| Cervimontium, Mons Cervi (adj. cervimontanus, hirschbergensis) | Jelenia Góra                |
| Cracovia                                                       | Cracovie                    |
| Culmen                                                         | Chełmno                     |
| Elbinga, Elbingus, Elbinca, Elbangum, Elbingense castrum       | Elbląg                      |
| Gedania, Gedanum, Dantiscum                                    | Gdańsk                      |
| Holsten                                                        | Olsztyn                     |
| Ostrovia                                                       | Ostrów, Ostrów Wielkopolski |
| Posnania, Poznańia                                             | Poznań                      |
| Resovia                                                        | Rzeszów                     |
| Sandomir                                                       | Sandomierz                  |
| Siradia                                                        | Sieradz                     |
| Stargardia                                                     | Stargard Szczeciński        |
| Thorunium                                                      | Toruń                       |
| Varsovia, Varsavia                                             | Varsovie                    |
| Vratislavia, Wratislavia                                       | Wrocław                     |

## République tchèque
| Nom latin                    | Nom français |
| ---------------------------- | ------------ |
| Brunna                       | Brno         |
| Eburum, Olomutium, Olomucium | Olomouc      |
| Oppavia                      | Opava        |
| Pilsenum, Pilsna             | Plzeň        |
| Praga                        | Prague       |
| Znoimium                     | Znojmo       |

## Royaume-Uni
| Nom latin              | Nom français               |
| ---------------------- | -------------------------- |
| Aquae Sulis            | Bath                       |
| Segontium              | Caernarfon                 |
| Isca                   | Caerleon                   |
| Isca Silurum           | Caerwent, près de Chepstow |
| Venta Icenorum         | Caistor St Edmund          |
| Durovernum Cantiacorum | Cantorbéry                 |
| Luguvalium             | Carlisle                   |
| Moridunum              | Carmarthen                 |
| Deva                   | Chester                    |
| Noviomagus Regnorum    | Chichester                 |
| Corinum Dobunnorum     | Cirencester                |
| Camulodunum            | Colchester                 |
| Durnovaria             | Dorchester                 |
| Dubris                 | Douvres                    |
| Isca Dumnoniorum       | Exeter                     |
| Glevum                 | Gloucester                 |
| Ratae Coritanorum      | Leicester                  |
| Lindum                 | Lincoln                    |
| Londinium              | Londres                    |
| Mamucium               | Manchester                 |
| Pons Aelius            | Newcastle upon Tyne        |
| Durobrivae             | Rochester                  |
| Verulamium             | St Albans                  |
| Calleva Atrebatum      | Silchester                 |
| Letocetum              | Wall, près de Lichfield    |
| Venta Belgarum         | Winchester                 |
| Viroconium Cornoviorum | Wroxeter                   |
| Eburacum               | York                       |

## Russie
| Nom latin                                                          | Nom français            |
| ------------------------------------------------------------------ | ----------------------- |
| Archangelopolis (GOL: S. Michaeli Archangeli fanum, Michaelopolis) | Arkhangelsk             |
| Asovia (GOL: Assovium; HLU: Tanais)                                | Azov                    |
| Astrachan (HLU: Astrachanum)                                       | Astrakhan               |
| Casan, Cazan (GOL: Casanum, Kazanum)                               | Kazan                   |
| Iaroslavia (GOL: Jereslavia)                                       | Iaroslavl               |
| Moscua, Mosqua, Moscovia (HLU: Moscha)                             | Moscou                  |
| Novogardia Inferior                                                | Nijni Novgorod          |
| Novogardia Magna                                                   | Novgorod                |
| Permia                                                             | Perm                    |
| Petropolis, Petroburgum (GOL: St. Petri fanum)                     | Saint-Pétersbourg       |
| Pscovia                                                            | Pskov                   |
| Regiomontium (GOL: Regiomontum, Regalis, Regius)                   | Kaliningrad, Königsberg |
| Resan, Rezan (GOL: Rhezania; HLU: Rezana)                          | Riazan                  |
| Rostovia                                                           | Rostov                  |
| Smolenscum (GOL: Smolska)                                          | Smolensk                |
| Tueria (GOL: Tuera, Twera)                                         | Tver                    |
| Volodimiria                                                        | Vladimir                |
| Viatcia                                                            | Kirov, Viatka           |
| Viburga, Viburgum Careliorum (GOL: Viburgus)                       | Vyborg                  |

## Slovaquie
| Nom latin                                               | Nom français      |
| ------------------------------------------------------- | ----------------- |
| Neosolium                                               | Banská Bystrica   |
| Semnichia                                               | Banská Štiavnica  |
| Bartpha, Bartfa                                         | Bardejov          |
| Forum Dominarum                                         | Bátovce           |
| Pos(s)onium, Istropolis, Danubiopolis, Wratisslaburgium | Bratislava        |
| Divinium                                                | Devín             |
| Celemantia                                              | Iža (Izsa)        |
| Caesaropolis, Cismarcinum, Forum Caseorum               | Kežmarok          |
| Cassovia                                                | Košice (Cassovie) |
| Crempnichia                                             | Kremnica          |
| Leuconium, Leuchovia                                    | Levoča            |
| Castrum Novum                                           | Nové Zámky        |
| Villa Theutonicalis                                     | Poprad            |
| Fragopolis, Eperiessinum                                | Prešov            |
| Gerulata, Gerulatis                                     | Rusovce           |
| Scepusium, Scepusiensis cominatus                       | Spiš              |
| Iglovia, Nova Villa                                     | Spišská Nová Ves  |
| Latina villa                                            | Spišské Vlachy    |
| Suburbium, Villa Sub Castro                             | Spišské Podhradie |
| Anavum                                                  | Štúrovo (Párkány) |
| Laugaricio, Singone                                     | Trenčín           |
| Tirnavia, Tyrna, Tyrnavia                               | Trnava            |
| Crux Sancta, Sancta Crux ad Granum                      | Žiar nad Hronom   |
| Solna                                                   | Žilina            |
| Veterosolium, Vetusolium, Solium                        | Zvolen            |

## Suède
| Nom latin                    | Nom français  |
| ---------------------------- | ------------- |
| Amalia                       | Åmål          |
| Arosia                       | Västerås      |
| Boërosia                     | Borås         |
| Calmaria                     | Kalmar        |
| Caroli Corona                | Karlskrona    |
| Carolina Vetus               | Gamla Karleby |
| Christinae portus            | Kristinehamn  |
| Christiania                  | Kristianstad  |
| Cimbrorum portus             | Simrishamn    |
| Copinga                      | Köping        |
| Coronia                      | Landskrona    |
| Dalecarlius                  | Dalälven      |
| Eckesioea, Ecksium           | Eksjö         |
| Encopia                      | Enköping      |
| Falcopia                     | Falköping     |
| Gevalia                      | Gävle         |
| Gothia                       | Göteborg      |
| Halmostadium                 | Halmstad      |
| Hiovia                       | Hjo           |
| Holmia, Stockholmia          | Stockholm     |
| Hudvicovaldum                | Hudiksvall    |
| Iuncopia                     | Jönköping     |
| Lagaholmia                   | Laholm        |
| Lidcopia                     | Lidköping     |
| Lincopia                     | Linköping     |
| Lindesberga, Linda           | Lindesberg    |
| Lula                         | Luleå         |
| Lunda                        | Lund          |
| Malmogia                     | Malmö         |
| Medicorum villa              | Medevibrunn   |
| Nicopia                      | Nyköping      |
| Norcopia                     | Norrköping    |
| Orebrogia                    | Örebro        |
| Oresundae                    | Öresund       |
| Pax Mariae                   | Mariefred     |
| Pitovia                      | Piteå         |
| Schedina                     | Skövde        |
| Stenbrovium                  | Stenbro       |
| Stocholmia, Holmia           | Stockholm     |
| Sudercopia                   | Söderköping   |
| Telga                        | Tälje (sv)    |
| Upsala                       | Uppsala       |
| Uraniburgum                  | Uranienborg   |
| Urbs Mariae                  | Mariestad     |
| Vadstenium                   | Vadstena      |
| Vemmaria, Wemmaria           | Vimmerby      |
| Vexionia                     | Växjö         |
| Visingsburgum, Wisingsburgum | Visingsborg   |
| Ystadium, Istadium, Ustadium | Ystad         |

## Suisse
| Nom latin                            | Nom français      |
| ------------------------------------ | ----------------- |
| Acaunum, Agaunum                     | Saint-Maurice     |
| Sedunum                              | Sion              |
| Ad Fines                             | Pfyn              |
| Aquae Helveticae                     | Baden             |
| Arbor Felix                          | Arbon             |
| Augusta Raurica                      | Kaiseraugst       |
| Aventicum                            | Avenches          |
| Basilia, Basilea                     | Bâle              |
| Berna                                | Berne             |
| Brienzola                            | Brienz            |
| Brunntrudum, Bruntraut               | Porrentruy        |
| Curia                                | Coire             |
| Eburodunum                           | Yverdon-les-Bains |
| Genava                               | Genève            |
| Lousonna                             | Lausanne          |
| Minnodunum                           | Moudon            |
| Morgiis                              | Morges            |
| Noviodunum (Colonia Iulia Equestris) | Nyon              |
| Octodurum                            | Martigny          |
| Petinesca                            | Studen            |
| Ponczirrum                           | Baltschieder      |
| Solodurum/Salodurum                  | Soleure           |
| Suitia                               | Schwytz           |
| Tugium                               | Zoug              |
| Turicum, Tiguri                      | Zurich            |
| Urba                                 | Orbe              |
| Vibiscum                             | Vevey             |
| Vindonissa                           | Windisch          |
| Vitudurum                            | Winterthour       |
| Eburodunum                           | Yverdon-les-Bains |

## Ukraine
| Nom latin           | Nom français       |
| ------------------- | ------------------ |
| Chiovia, Kiovia     | Kiev               |
| Leopolis            | Lviv               |
| Novogardia Severiae | Novhorod-Siverskyï |
| Pereaslavia         | Pereiaslav         |